# Вустер (регбийный клуб)
«Вустер Уорриорз» (англ. Worcester Warriors — «Вустерские воины»), — английский регбийный клуб, выступающий в Премьер-лиге. Кроме того команда также принимает участие в Кубке вызова и Англо-валлийском кубке. Проводит домашние матчи на «Сиксуэйс Стэдиум», вмещающем 11 499 зрителей. Традиционные цвета «Вустера» — синий и золотой. Достаточно важное место в истории клуба занимает противостояние с соседями и принципиальными соперниками из «Глостера», а также с «Ротерем Тайтнз».
В эпоху перехода от любительского регби к профессиональному команда из Вустера выступала в различных региональных дивизионах, и в 1990-х начала восхождение по английской регбийной пирамиде, часто начиная новый сезон на ступеньку выше предыдущего. В высший эшелон клуб впервые попал в 2004 году. После этого команда два раза вылетала из Премьер-лиги, каждый раз туда возвращаясь. «Уорриорз» ни разу не выигрывали турниров высшего уровня: в Премьер-лиге их лучшим результатом стало восьмое место в сезоне 2005/06, а в Кубке вызова — финал 2008 года, проигранный «Бату» со счётом 24:16.

## История

### XIX и XX вв.
Клуб основан в 1871 г. преподобным Френсисом Джоном Элд (англ. Francis John Eld). Первый известный матч против команды королевских артиллеристов (англ. Royal Artillery Rugby Club) состоялся 8 ноября того же года на «Сомерсет Плейс». Спустя двадцать лет команда переехала на «Нью Роуд», который принадлежал Королевской школе грамматики, где директором в то время был преподобный Элд. В последующие годы клуб вёл кочующий образ жизни, а в 1896 году был упразднён. Второе рождение «Вустера» состоялось уже после Первой мировой войны.
В 1920-е годы «Вустер» успешно набирал игроков из соседних клубов, а затем стал приглашать регбистов из соседнего Уэльса. Тем не менее на протяжении последующих трёх десятилетий команда, как и в конце XIX века, переезжала с места на место, нигде подолгу не задерживаясь. Вустерский стадион «Белвир» (англ. Belvere) поступил в пользование клуба в 1954 г. В 1975 г. регбисты переехали на «Сиксуэйс Стэдиум», где выступают и поныне. Когда в Англии была сформирована система лиг, «Вустер» был определён в North Midlands Division One — дивизион восьмого по силе уровня.

### Поддержка Дакуорта
Широкая поддержка со стороны патрона Сесила Дакуорта помогла построить в «Вустере» сильную команду, которая регулярно оформляла повышение в классе. В 2006 г. был принят амбициозный план развития клуба, оценённый в £23 млн. Предполагалось строительство спортивно-оздоровительного комплекса с развитой инфраструктурой, а также расширение вместимости стадиона до 13 000.

### Выход в Премьер-лигу
Выход в Премьер-лигу был обеспечен по окончании сезона 2003/04, когда «Вустер» выиграл турнир Первого дивизиона, установив уникальное достижение — регбисты одержали 26 побед в 26 матчах. Несмотря на то, что многие эксперты предрекали команде мгновенное возвращение во вторую по силе лигу, «Вустер» сумел занять девятое место в дебютном сезоне и закрепиться на высшем уровне. В том сезоне команда сумела обыграть соперников из «Харлекуинс», «Лидса» и «Лондон Уоспс», действующих чемпионов. В решающем для клуба матче, определявшем обладателя места в лиге на следующий сезон, «воины» одержали победу над «Нортгемптоном» (21-19). Через год «Вустер» дошёл до финала ныне не проводящегося турнира European Shield, где ему предстояло встретиться с франзцуским «Ошем». Однако первый в своей истории еврокубок «Уорриорз» завоевать не смогли. На внутренней арене тем временем развернулась борьба за сохранение прописки в Премьер-лиге. Изнуряющая конкуренция в совокупности с чередой травм не позволила «Вустеру» получить слот участника Кубка Хейнекен, который был разыгран в матче с «Сэрасинс». Тем не менее, выступления команды превзошли ожидания как самих регбистов, так и их соперников, увидевших в «Вустере» серьёзного противника.
В следующем сезоне клуб дошёл до четвертьфинала Европейского кубка вызова, выйдя из группы с первого места. На групповом этапе англичане победили в пяти матчах из шести, оставив позади «Коннахт», «Монпелье» и «Аматори Катанья». 1 апреля состоялся матч 1/4 финала, где «Вустер» в гостях встретился с «Нортгемптоном». Встреча завершилась победой «Уорриорз», высоко оценённой экспертами. В полуфинале жребий свёл команду с принципиальным соперником — «Глостером», который и прервал европейскую кампанию «Уорриорз». Турнир действительно имел важное значение для клуба, так как победа давала клубу возможность участвовать в Кубке Хейнекен, в то время как прямая квалификация представлялась куда более сложной задачей. Команда заняла восьмое место в лиге с 47 очками, превзойдя прошлогоднее достижение на одну позицию. Как и годом ранее, «Вустер» имел в активе 9 побед, но число баллов было больше за счёт бонусов и одного ничейного матча. С такими же показателями финишировал «Ньюкасл», получивший седьмое место из-за лучшей разницы мячей, которая стала таковой в последнем туре.
На следующий год старт сезона «Вустеру» не удался, и на протяжении длительного периода клуб занимал последнее, двенадцатое место. Затем, однако, ряд громких побед команды в корне изменил турнирную ситуацию. В итоге в Первый дивизион отправился «Нортгемптон», бывший обладатель Кубка Хейнекен.

### Период стабильности
К сезону 2007/08 «Вустер» подписал нескольких крупных игроков, в т. ч. игрока сборной Новой Зеландии Рико Гира. Усиление состава не помогло команде в первой половине чемпионата: первая победа была одержана только после католического Рождества. В то же время в Европейском кубке вызова клуб демонстрировал качественную игру, успешно пройдя групповой этап. Постепенно набирая форму, регбисты «Вустера» смогли обыграть «Лестер» и «Сэйл» во втором круге. Команда покинула зону вылета, оставив на последнем месте «Лидс». Одолев «Монпелье» в четвертьфинале и «Ньюкасл» в полуфинале, «Вустер» вышел в финал кубка вызова. Последний матч турнира прошёл под диктовку соперника — «Бата» — и завершился со счётом 16-24.
В 2008 г. состоялось одно из крупнейших приобретений команды — в «Вустер» приехал игрок австралийской сборной Крис Летем. В своём предыдущем клубе, «Квинсленд Редс», Летем считался безусловным лидером, в сборной же — лучшим фулбэком. По традиции начальный этап сезона пошёл не по сценарию «Уорриорз». Одновременно игра на европейской арене была весьма удачной. И всё же кубок вызова «Вустеру» не достался: в полуфинале англичане проиграли «Бургуэну».

### Вылет
После удручающего сезона 2008/09 «Уорриорз» смогли уверенно стартовать в следующем соревновательном году. Уступив «Уоспс», регбисты вустерской команды переиграли новичков Премьер-лиги «Лидкс Карнеги» и опытных «Сейл Шаркс». При этом победа над «акулами» стала только второй: подобное удавалось «Вустеру» только однажды, в сезоне 2004/05. Затем последовало обидное поражание от чемпионов из «Лестера». Затем установилась неудачная тенденция, в течение десяти игр команда не выигрывала. В течение этого периода «Вустер» свёл четыре матча вничью, установив рекорд лиги по количеству ничейных матчей за сезон для одной команды, а также рекорд по количеству ничейных игр подряд (3). Первую за долгое время победу регбисты одержали в домашнем матче с «Ньюкаслом» (13–0). Впрочем, затем последовали шести поражений. В главном матче сезона «Вустер» уступил «Лидсу» (10–12) и покинул число участников Премьер-лиги. Примечательно, что этот вылет стал первым для клуба за последние 22 года. Новым главным тренером был избран Ричард Хилл, контракт с которым был рассчитан на два года. Капитаном был избран Крис Пеннелл.

### Возвращение
Одержав победу в 30 матчах из 31, «Вустер» уверенно возглавил итоговую таблицу Чемпионшипа в сезоне 2010/11. Единственным коллективом, одолевшим победителя в регулярном чемпионате, стал «Корниш Пайретс», причём вустерская команда проводила этот матч дома. Победной для клуба оказалась и серия плей-офф. Перед началом нового сезона в Премьер-лиге в местных СМИ появились сообщения о том, что руководство «Вустера» планирует построить гостиницу Hilton Hotels неподалёку от «Сиксуэйс». Также было запланировано улучшение оздоровительных и досуговых элементов комплекса и расширение Северной трибуны.

## Игроки

### Текущий состав
Состав команды на сезон 2017/18:

### Клуб «100»
Следующие игроки провели за «Вустер» не менее 100 матчей:
| Спортсмен         | Амплуа          | Сезоны     | Матчи (очки) |
| Крейг Джиллис     | Лок             | 2002—2013  | 288 (45)     |
| Тони Уиндо        | Проп            | 1999—2008  | 222 (160)    |
| Дейл Расмуссен    | Центр           | 2004—2012  | 199 (90)     |
| Джонни Эрр        | Скрам-хав       | 2007—н. в. | 194 (65)     |
| Алеки Лутуи       | Хукер           | 2006—2013  | 186 (115)    |
| Крис Пеннелл      | Фулбэк          | 2007—н. в. | 183 (282)    |
| Тевита Таумоэпеау | Проп            | 2005—2013  | 181 (5)      |
| Кай Хорстманн     | Фланкер/номер 8 | 2005—2012  | 173 (95)     |
| Пэт Сандерсон     | Фланкер/номер 8 | 2004—2011  | 156 (165)    |
| Крис Форти        | Хукер           | 2004—2012  | 155 (15)     |

| Спортсмен       | Амплуа          | Сезоны    | Матчи (очки) |
| Алекс Гроув     | Центр           | 2006—2016 | 153 (145)    |
| Мэтт Пауэлл     | Скрам-хав       | 2003—2008 | 153 (162)    |
| Дрю Хики        | Фланкер/номер 8 | 2003—2008 | 130 (84)     |
| Марсел Гарви    | Винг            | 2006—2012 | 125 (230)    |
| Майлз Бенджамин | Винг            | 2007—2012 | 124 (300)    |
| Сэм Бетти       | Фланкер/номер 8 | 2011—2017 | 120 (110)    |
| Мэтт Маллан     | Проп            | 2005—2013 | 113 (25)     |
| Джеймс Браун    | Флай-хав        | 2002—2008 | 111 (472)    |
| Тинус Делпорт   | Фулбэк          | 2004—2008 | 110 (112)    |
| Грег Роулинсон  | Лок             | 2007—2011 | 103 (25)     |

### Чемпионат мира
Указанные игроки выступали за свои сборные на чемпионате мира, будучи регбистами «Вустера».
| Спортсмен         | Амплуа    | Сборная   | Чемпионат   |
| Силило Мартинс    | Скрам-хав | Тонга     | 1999        |
| Сатеки Туипулоту  | Фулбэк    | Тонга     | 1999        |
| Бен Хиншелвуд     | Винг      | Шотландия | 2003        |
| Локи Криктон      | Фулбэк    | Самоа     | 2007        |
| Нетани Талеи      | Номер 8   | Фиджи     | 2007        |
| Аисеа Хавили      | Винг      | Тонга     | 2007        |
| Крис Хорсмен      | Проп      | Уэльс     | 2007        |
| Алеки Лутуи       | Хукер     | Тонга     | 2007 и 2011 |
| Раваи Фатиаки     | Центр     | Фиджи     | 2011        |
| Тевита Кавубати   | Лок       | Фиджи     | 2015        |
| Леонардо Сенаторе | Номер 8   | Аргентина | 2015        |

## Тренерский штаб
| Должность                  | Имя           |
| Директор по вопросам регби | Гэри Голд     |
| Главный тренер             | Карл Хогг     |
| Тренер нападающих          | Мефин Дэвис   |
| Тренер защитников          | Сэм Вести     |
| Тренер обороны             | Омар Мунеймне |
| Тренер обороны             | Саймон Кросс  |
| Тренер по броскам          | Энди Лонг     |

## Достижения
| Европейский кубок вызова - Финалист: 2007/08 Чемпионат Регбийного союза - Победитель (3): 2003/04, 2010/11, 2014/15 Британский и ирландский кубок - Победитель: 2014/15 Национальная лига 1 - Победитель: 1997/98 Национальная лига 2, зона Север - Победитель: 1996/97 | Премьер-лига Мидлендс - Победитель: 1995/96 Первый дивизион Мидлендс - Победитель: 1994/1995 Второй дивизион Мидлендс - Победитель: 1992/93 Первый дивизион Северных Мидлендс - Победитель: 1989/90 Кубок Северных Мидлендс - Победитель (3): 1977/78, 1995/96, 1997/98 |

## Благотворительность
Сесил Дакуорт является доверенным лицом Wooden Spoon, благотворительной организации британского регби, оказывающей помощь детям с ограниченными возможностями. В январе 2007 г. был открыт специальный центр Playing for Success, поддержанный Wooden Spoon.